# Achillea distans
Achillea distans là một loài thực vật có hoa trong họ Cúc. Loài này được Waldst. & Kit. ex Willd. mô tả khoa học đầu tiên năm 1803.